# Alfredo Bateman
Alfredo Dudley Bateman Quijano (Bogotá, 14 de enero de 1909- Ibidem, 27 de mayo de 1988) fue un ingeniero e historiador colombiano de ascendencia inglesa.

## Biografía
Fue el primer hijo de Blanca Quijano y Alfredo Bateman Ospina. Estudió bachillerato en el Instituto La Salle e Ingeniería Civil en la Universidad Nacional de Colombia, de donde se graduó en 1935. Se casó con Elena Durán García y tuvieron cinco hijos: Elsa, Nohra, Alfredo, Jaime y Ricardo
Fue empleado en el Ministerio de Obras Públicas y Transporte durante más de 30 años, donde ocupó diversos cargos de importancia, como Director del Departamento de Bienes y Comercio, director general de Carreteras, Secretario General y Asesor del Ministro. También trabajó en el Instituto de Crédito Territorial como ingeniero, subgerente y director encargado.
Fue decano y profesor emérito de la facultad de ingeniería de la Universidad Nacional de Colombia, profesor en la Universidad Santo Tomás, la Universidad de La Salle (donde fundó la facultad de ingeniería y de la que fue su primer Decano), en la Universidad Jorge Tadeo Lozano y en la Facultad de Administración del Gimnasio Moderno, hoy Universidad de Los Andes. Adicionalmente, fue Profesor Emérito y titular de la Pontificia Universidad Javeriana.
Fue miembro de la Academia Colombiana de Historia, la Academia Colombiana de la Lengua, la Sociedad Geográfica de Colombia, la Academia de Ciencias Exactas, Físicas y Matemáticas (de la cual también fue presidente); y presidente de la Sociedad Colombiana de Ingenieros.
Recibió numerosos reconocimientos, como la Medalla Francisco José de Caldas en 1985, la Cruz de Boyacá en grado de Comendador, Caballero de la Orden Universidad Javeriana, el premio Lorenzo Codazzi y la orden al mérito Julio Garavito en forma póstuma en 1989.
La Avenida Suba de Bogotá recibió su nombre en 1993.

## Obras
Fue autor de varios libros, en especial biografías de científicos e ingenieros colombianos, destacándose principalmente la obra sobre el sabio Caldas, del libro "Vocabulario Geográfico de Colombia" que consiste en el primer diccionario de todos los lugares, montañas, ríos, etc. del país y de diversas publicaciones sobre historia e ingeniería.
- El observatorio astronómico de Bogotá: monografía histórica 1803-1953. (1954). Ed. Universidad Nacional de Colombia.[4]
- Vocabulario geográfico de Colombia, Volúmenes 1-3 (1955). Sociedad Geográfica de Colombia.[5]
- Con Lino de Pombo y Luis María Murillo. Francisco José de Caldas: su vida, su personalidad y su obra, El descubrimiento de la hipsometría. (1958).Talleres Editoriales de la Librería Voluntad.[6]
- Francisco José de Caldas: síntesis biográfica. (1969).Editorial Kelly.[7]
- La campaña libertadora en 90 respuestas, 1819-1969. (1969).Caja de Crédito Agrario, Industrial y Minero (Bogotá).[8]
- Francisco Javier Cisneros.(1970) Editorial Kelley.[9]
- Con Alberto E. Ariza S, Andrés Soriano Lleras, y Ramón Zapata. Fray Ciriaco de Archila: primer prócer de la libertad absoluta en Colombia y fray José Simón de Archila, preceptor y libertador del León de Apure.(1970).Editorial Kelly.[10]
- Páginas para la Historia de la Ingeniería Colombiana. (1972). Academia Colombiana de Historia.[11]
- Con Eduardo Acevedo Latorre y Luis Guillermo Durán. Historia extensa de Colombia: Las ciencias en Colombia. Geografía. Cartografía, Volumen 24. (1974).Academia Colombiana de Historia.Lerner.[12]
- Manuel Murillo Toro. (1978). Academia Colombiana de Historia.[13]
- Ingeniería Legal Colombiana. (1982).
- La Ingeniería, las Obras Públicas y el Transporte en Colombia.(1986).Academia Colombiana de Historia. ISBN 9589501370
- Estatuas y Monumentos de Bogotá.(2002).Sociedad Colombiana de Ingenieros.ISBN 9583340146
- Con Alfonso Orduz Duarte, Sociedad Colombiana de Ingenieros. Historia de los ferrocarriles de Colombia. (2005). Página Maestra.ISBN 9589716466
- Con César A. Ferrari, Fabio Giraldo Isaza. Hábitat y el desafío de las microfinanzas. (2008). UN-HABITAT. ISBN 9211319684
- La verdadera tumba de Colón y las Jornadas de Don Quijote.
- Apuntamientos para la historia de la ingeniería legal colombiana.
- Proyectos del Código de Construcción.